# 杜罗河畔佩斯克拉
杜罗河畔佩斯克拉（西班牙語：Pesquera de Duero）是西班牙卡斯蒂利亚-莱昂巴利亚多利德省的一个市镇。总面积56平方公里，总人口539人（2001年），人口密度10人/平方公里。